# هیپولیت لفبور
هیپولیت لفبور (انگلیسی: Hippolyte Lefèbvre; ۴ فوریهٔ ۱۸۶۳ – ۲۲ سپتامبر ۱۹۳۵) مجسمه‌ساز اهل فرانسه بود.
وی همچنین برندهٔ جوایزی همچون لژیون دونور (افسر) و جایزه بزرگ رم شده‌است.